# Козюля, Иван Корнилович
Иван Корнилович Козюля (4 июня (17 июня) 1909, станица Роговская, ныне Тимашёвский район, Российская империя — 20 июля 1984, Москва, РСФСР) — советский государственный деятель, министр городского и сельского строительства СССР (1954—1957).

## Биография
Родился в семье рабочего-каменщика. Член ВКП(б) с июля 1932 года. В 1941 году окончил Харьковский инженерно-строительный институт.
В 1930‒1933 годах — на строительстве завода «Азовсталь» в Мариуполе: бригадир водопроводчиков, расценщик, мастер, одновременно учился в Мариупольском вечернем строительном техникуме;
В 1933‒1936 годах — практикант-конструктор проектно-технического отдела завода;
В 1936‒1937 годах — инженер-конструктор филиала Государственного института проектирования металлургических заводов на строительстве «Азовстали».
В 1942‒1943 годах — начальник строительного отдела проектной организации «Караганда-шахтопроект».
В 1943‒1944 годах — главный инженер треста «Укрпромстройпроект» наркомата по жилищно-гражданскому строительству Украинской ССР.
В 1944‒1945 годах — заместитель начальника технического управления наркомата жилищно-гражданского строительства Украинской ССР.
В 1945‒1948 годах — в заграничной командировке в США.
В 1948‒1949 годах — начальник технического управления.
В 1949‒1954 годах — министр жилищно-гражданского строительства Украинской ССР.
В 1954 году — заместитель Председателя Совета Министров Украинской ССР.
В 1954‒1957 годах — министр городского и сельского строительства СССР.
В 1957‒1960 годах — начальник Главмособлстроя — первый заместитель председателя Московского облисполкома.
В 1960‒1961 годах — член коллегии Госстроя СССР — начальник Главстандартдома при Госстрое СССР.
В 1961‒1967 годах заместитель председателя Госстроя СССР, одновременно в 1961‒1962 годах — начальник Главсельстройпроекта.
В 1967‒1975 годах — первый заместитель министра сельского строительства СССР.
Депутат Верховного Совета Украинской ССР 2‒3 созывов, Верховного Совета РСФСР 4 созыва.
С октября 1975 года персональный пенсионер союзного значения.
Урна с прахом захоронена в колумбарии Нового Донского кладбища в Москве.

## Награды и звания
Награждён орденом Ленина, тремя орденами Трудового Красного Знамени.